# Göteborg BF
Göteborg BSF, Hajarna, Göteborg Baseboll & Softboll Förening, är en svensk basebollklubb som grundades 1991 efter att Kungsbacka Baseball Club och Långedrag Baseball Club gått samman. Klubben, som går under smeknamnet Hajarna, spelar i Regionserien vilket är den näst högsta nivån inom svensk baseboll. Föreningen har även dam- och breddverksamhet i Softboll, samt ungdomsverksamhet för barn från 7år. Hemmaplan är Fjällboplan i Utby, även kallad Shark Park.